# Prato-Sornico
Prato-Sornico  är en ort i kommunen Lavizzara i kantonen Ticino, Schweiz. 
Prato-Sornico var tidigare en självständig kommun, men 4 april 2004 blev Prato-Sornico en del av nybildade kommunen Lavizzara.